# Centro de Acústica Aplicada y Evaluación No Destructiva
El 'Centro de Acústica Aplicada y Evaluación No Destructiva (CAEND) fue un centro de investigación situado en Madrid. Fue creado el 19 de noviembre de 2009 mediante convenio entre el Consejo Superior de Investigaciones Científicas (CSIC) y la Universidad Politécnica de Madrid (UPM). Su naturaleza jurídica es la de Centro Mixto de titularidad compartida y sin personalidad jurídica propia.
Los impulsores de este proyecto son investigadores de los Departamentos de Acústica Ambiental, de Señales Sistemas y Tecnologías Ultrasónicas y de Sistemas, pertenecientes actualmente a los Institutos de Acústica y de Automática Industrial, respectivamente, del CSIC, y el Grupo I2A2 de la UPM. Estos grupos cuentan con líneas de investigación que cubren diversas áreas, tales como:
- evaluación y control del ruido
- acústica de la edificación
- desarrollo de sistemas para la evaluación no destructiva de medios
- caracterización de materiales
- desarrollo de transductores y sistemas ultrasónicos
- instrumentación electrónica
- sistemas de instrumentación virtual aplicados a experimentos científicos

El Centro Mixto, como tal, fue disuelto a principios de 2013.

## Enlaces
- CAEND

- Datos: Q5761558